# Startgemeenschap Groningen
Startgemeenschap Groningen (afgekort tot: SGG) was een zwemvereniging in de stad Groningen. SGG is op 28 maart 1980 opgericht. Om leden te kunnen laten deelnemen aan georganiseerde competities en zwemwedstrijden was de vereniging aangesloten bij de KNZB.

## Geschiedenis
SGG is op 28 maart 1980 als samenwerkingsverband tot stand gekomen. Op die datum tekenden de besturen van de "Zwemclub Groningen" (ZCG)", "Jonas/GDZ", de "Groninger Zwem- en Poloclub" (GZ&PC), de "Zwem- en Poloclub Martini" (ZPC Martini) en de "Sportclub Groningen" het samenwerkingsverband. Dit was geen fusie. Elke club bleef onder zijn eigen naam bestaan. Wel betekende dit dat alle wedstrijdzwemmers van de samenwerkende clubs onder de naam Startgemeenschap Groningen gingen uitkomen bij wedstrijden.
Op 1 oktober 1999 is SGG opgegaan in Groninger Zwemsportvereniging TriVia. Dit was een fusie van de destijds grootste overgebleven Groninger verenigingen voor clubzwemmen en SGG. 

## Accommodatie
De trainingen werden de eerste jaren in zwembad de Parrel in Paddepoel aan de jonge jeugd gegeven. De oudere jeugd werd getraind in het Helperzwembad in Helpman. In de zomer werden ook trainingen gegeven in het openlucht zwembad De Papiermolen. Er werd 's ochtend van maandag t/m zaterdag en 's middags van maandag t/m vrijdag training gegeven in SGG-verband.

## Succesvolle SGG'ers
- Linda Moes